# Per niente stanca - Video Collection
Per niente stanca - Video Collection è la prima raccolta di video musicali della cantante italiana Carmen Consoli pubblicata il 5 luglio 2011 l'anno dopo l'uscita della raccolta omonima.
Oltre ai video musicali più famosi della cantante di Catania vi sono presenti anche 4 canzoni dal vivo all'Anfiteatro di Taormina e 3 tratti dal tour del 2006 dell'album Eva contro Eva, registrati a Milano.

## Tracce
1. Amore di plastica
2. Lingua a sonagli
3. Bésame Giuda
4. Eco di sirene
5. Autunno dolciastro
6. Parole di burro
7. L' ultimo bacio
8. L' eccezione
9. Fiori d'arancio
10. Pioggia d'aprile
11. Signor Tentenna
12. Tutto su Eva
13. Non molto lontano da qui
14. Guarda l'alba
15. AAA cercasi
16. Confusa e felice (Anfiteatro di Taormina)
17. Per niente stanca (Anfiteatro di Taormina)
18. Contessa miseria (Anfiteatro di Taormina)
19. Blu notte (Anfiteatro di Taormina)
20. La bellezza delle cose (Forum di Assago, Milano)
21. Maria Catena (Forum di Assago, Milano)
22. In bianco e nero (Forum di Assago, Milano)